# Pentium
«Pentium» (укр. Пентіум) — торгова марка декількох поколінь мікропроцесорів сімейства x86, що випускаються корпорацією Intel з 22 березня 1993 року. Перший у серії Pentium був процесором Intel п'ятого покоління і прийшов на зміну Intel 80486 (який часто називали просто 486).
Процесори Intel Pentium були надзвичайно популярними, і Intel вирішила не відмовлятися від марки Pentium, називаючи так і наступні процесори, хоча вони сильно відрізнялися від перших Pentium і навіть не належали до п'ятого покоління. Такими є:
- Pentium Pro — перший процесор шостого покоління, або ядро P6
- Pentium II — комерційно успішний процесор шостого покоління
- Pentium III — варіант Pentium II з дещо розширеною системою команд
- Pentium 4 — процесор сьомого покоління
- Pentium M — мобільний варіант чипа, на базі вдосконаленого ядра P6
- Pentium D — двоядерний процесор Pentium 4

До святкування 20-ти річчя торгової марки «Pentium», корпорація Intel анонсувала випуск повністю розблокованого процесора з ядром Haswell (4-е покоління) в середині 2014 року.

## На основі мікроархітектури P5

### P5
Процесори Pentium першого покоління. Дві (єдині) моделі анонсовані 22 березня 1993 і працювали з тактовою частотою ядра 60 і 66 МГц, частота системної шини (FSB) дорівнювала частоті ядра, тобто множник ядра дорівнював 1,0. Кеш другого рівня розміщувався на материнській платі і міг мати розмір до 1 Мб. Процесор випускався в 273-контактному корпусі CPGA, встановлювався в корпус Socket 4 і працював від напруги 5 В. Всі процесори Pentium належать до класу SL Enhanced — це означає, що в них передбачена система SMM, що забезпечує зниження енергоспоживання. Ранні варіанти процесорів, з частотами 60-100 МГц (ядра P5 і P54C), мали помилку в модулі FPU (математичний співпроцесор), яка в рідкісних випадках призводила до зменшення точності операції ділення. Цей дефект був виявлений в 1994 році і став знаний як «Pentium FDIV баг». Процесори на ядрі P5 виготовлялися з використанням 800-нанометрового техпроцесу, по біполярній BiCMOS-технології. Процесор містить 3,1 млн транзисторів, а розмір кристала ядра становить 294 мм ². Pentium 66 споживає струм в 3,2 А і має потужність 16 Вт, що призвело до необхідності встановлення додаткового вентилятора. Виробництво таких процесорів виявилося дуже складним і відсоток виходу придатних кристалів виявився занадто малий. Багато фахівців, вказуючи на численні недоліки процесорів Pentium першого покоління, не радили купувати дані моделі. Виробництво на час довелося зупинити. Однак незабаром почалося виробництво вдосконалених процесорів, заснованих на ядрі P54C.

### P54C
У жовтні 1993 року були випущені процесори Pentium другого покоління. Спочатку була випущена модель з тактовою частотою 75 МГц. Процесори вироблялися по 600-нанометровій біполярній BiCMOS-технології, що дозволило зменшити розмір кристала до 148 мм ² (ядро містило 3,2 млн транзисторів) і знизити споживану потужність до 10,1 Вт (для Pentium 100). Напругу живлення також було зменшено до 3,3 В, струм, споживаний процесором, становив 3,25 А. Процесор випускався в 296-контактному корпусі CPGA і встановлювався в Socket 5 або Socket 7 і був не сумісний з Socket 4. У цих процесорах поліпшена система SMM і додано вдосконалений програмований контролер переривань APIC.
У процесорах Pentium другого покоління використовується множення тактової частоти, він працює швидше системної шини. Для вказання, у скільки разів тактова частота ядра процесора є більшою за частоту системної шини, використовується множник. У всіх процесорах, заснованих на ядрі P54C, множник дорівнює 1,5.

### P54CS
Перші процесори, засновані на цьому ядрі, були випущений 27 березня 1995 року. По суті, це ядро являє собою ядро P54C, виготовлене з використанням 350-нанометрової біполярної BiCMOS-технології, що дозволило зменшити розмір кристала ядра до 91 мм ² (процесори Pentium 120 і 133), проте незабаром, в результаті оптимізації ядра, його розмір вдалося зменшити до 83 мм ² при тій же кількості транзисторів. При цьому Pentium 200 споживав струм в 4,6 А, а його максимальна розсіювана енергія (тепловиділення) становила 15,5 Вт

### P55C

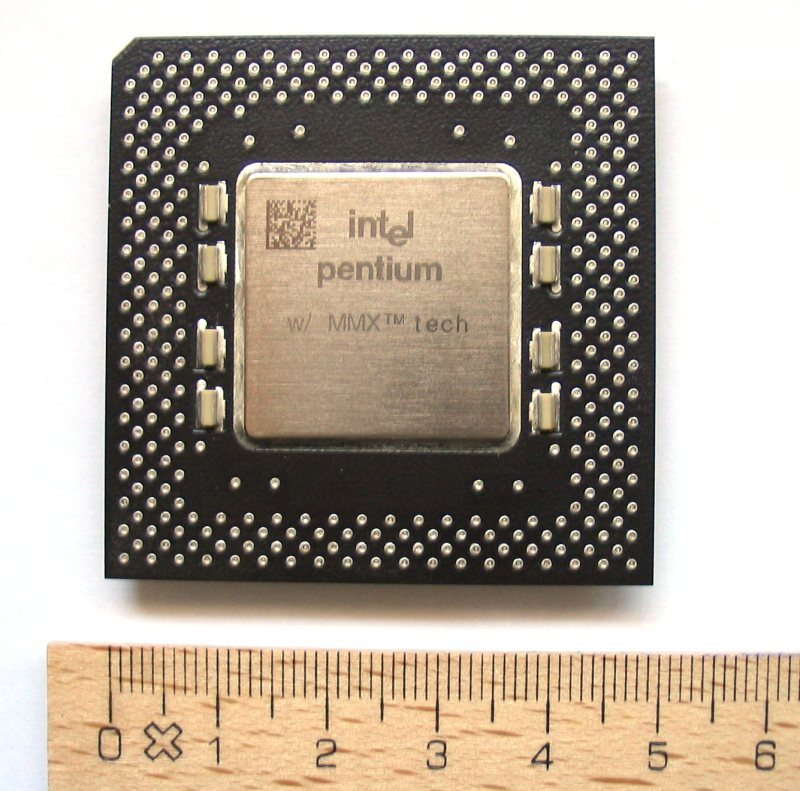
Процесор Pentium MMX, вигляд зверху

8 січня 1997 року були випущені процесори Pentium, засновані на ядрі P5 третього покоління (P55C). Центром розробок і досліджень Intel в Хайфі (Ізраїль) в ядро P55C був доданий новий набір інструкцій, названий MMX (MultiMedia eXtension), що істотно збільшує (від 10 до 60 %, залежно від оптимізації) продуктивність комп'ютера в програмах мультимедіа.[джерело?]
Ринкове найменування даних процесорів було «Pentium with MMX technology», або скорочено Pentium MMX.
Процесор включає в себе пристрій MMX з конвеєрною обробкою команд, кеш L1 збільшений до 32 Кб (16 Кб для даних і 16 Кб для інструкцій), і містить 4,5 млн транзисторів. Вироблявся за вдосконаленою 280-нанометровою CMOS-технологією з використанням кремнієвих напівпровідників.
Робоча напруга 2,8 В, максимальний споживаний струм 6,5 А, тепловиділення 17 Вт (для Pentium 233 MMX). Площа кристала у процесорів Pentium MMX дорівнює 141 мм². Процесори випускалися в 296-контактному корпусі типу CPGA або PPGA для Socket 7.
Процесор Pentium MMX відрізняється від «звичайного» Pentium за шістьма основними пунктами:
1. додано 57 нових команд обробки даних;
2. вдвічі збільшено обсяг внутрішнього кешу (16 кб для команд і стільки ж — для даних);
3. збільшено обсяг буфера адрес переходу (Branch Target Buffer — BTB), використовуваного в системі передбачення переходів (Branch Prediction);
4. оптимізована робота конвеєра (Pipeline);
5. збільшено кількість буферів запису (Write Buffers);
6. процесор потребує подвійного живлення (5 і 2,8 вольт).

### Pentium OverDrive
Було випущено кілька поколінь Pentium OverDrive.
- У 1995 році вийшов перший Pentium OverDrive (на ядрі P24T). Він був призначений для установки в гнізда типу Socket 2 або Socket 3 і працював з напругою живлення 5 В, тобто служив для модернізації систем, що використовують процесор 486 без заміни материнської плати. При цьому цей процесор володів усіма функціями процесора Pentium першого покоління (на ядрі P5). Було випущено дві моделі, що працюють на частотах 63 і 83 МГц, старша споживала струм в 2,8 А і володіла розсіюваною потужністю 14 Вт Через високу вартість цей процесор пішов, не встигнувши з'явитися. І хоча через деякий час (4 березня 1996) на зміну цим процесорам прийшли Pentium ODP5V з частотами 120 і 133 МГц, засновані на ядрі P5T (по суті, являє собою ядро P54CS), вони також не стали популярні.
- 4 березня 1996 виходить наступна версія Pentium OverDrive — Pentium ODP3V — на ядрі P54CT. Дане ядро засноване на ядрі P54CS. Процесор випускався в 320-контактному корпусі CPGA для Socket 5 або Socket 7.
- 3 березня 1997 виходять дві моделі Pentium ODPMT (з частотами 150 і 166 МГц), побудовані на ядрі P54CTB (аналог P55C). Пізніше, 4 серпня 1997 року, виходять ще дві моделі на тому ж ядрі (з частотами 180 і 200 МГц). Вони випускалися в 320-контактних корпусах CPGA і були призначені для Socket 5 або Socket 7 (Pentium ODPMT-200 MMX — тільки для Socket 7).

### Основні відмінності від процесора 486
- Суперскалярна архітектура. Завдяки використанню суперскалярної архітектури процесор може виконувати 2 команди за 1 такт. Така можливість існує завдяки наявності двох конвеєрів — u-і v-. u-конвеєр — основний, виконує всі операції над цілими і дійсними числами; v-конвеєр — допоміжний, виконує тільки прості операції над цілими і частково над дійсними. Щоб старі програми (для 486) повною мірою використали можливості такої архітектури, необхідно було їх перекомпілювати. Pentium — перший CISC-процесор, що використовує багатоконвеєрну архітектуру.
- 64-бітна шина даних дозволяє процесору Pentium за один шинний цикл обмінюватися вдвічі більшим обсягом даних з оперативною пам'яттю, ніж 486 (при однаковій тактовій частоті).
- Механізм передбачення адреси розгалуження. Застосовується для скорочення часу простою конвеєрів, викликаного затримками вибірки команд при зміні лічильника адреси під час виконання команд розгалуження. Для цього в процесорі використовується буфер адреси розгалуження BTB (Branch Target Buffer), який використовує алгоритми передбачення адреси розгалуження.
- Роздільне кешування програмного коду і даних. У процесорах Pentium використовується кеш-пам'ять першого рівня (кеш L1) обсягом 16 Кб, розділена на 2 сегменти: 8 Кб для даних і 8 Кб для інструкцій. Це покращує продуктивність і дозволяє робити подвійне кешування доступним частіше, ніж це було можливо раніше. Крім того, змінено механізм кешування.
- Покращений математичний співпроцесор (FPU).
- Симетрична мультипроцесорність (SMP).

## На основі мікроархітектури Broadwell
Процесори представлені у першому кварталі 2015 року, виготовляються за технологічним процесом 14 нм. Приклад: двоядерний Pentium 3805U, 1,9 ГГц, 2 Мб кеш-пам'яті, сокет FCBGA 1168.

## На основі мікроархітектури Skylake
Підтримує до 64 гігабайт оперативної пам'яті. Не підтримує Turbo Boost, Intel vPro і Hyper-Threading. Підтримуються інструкції AES-NI і RDRAND.
Інтегрований графічний контролер на основі Intel HD Graphics 510; максимальний обсяг відеопам'яті 1,7 гігабайта, максимальна роздільна здатність 4096×2304 пікселів (при 60 Гц), підтримка DisplayPort (до трьох моніторів).